# Möbiusband

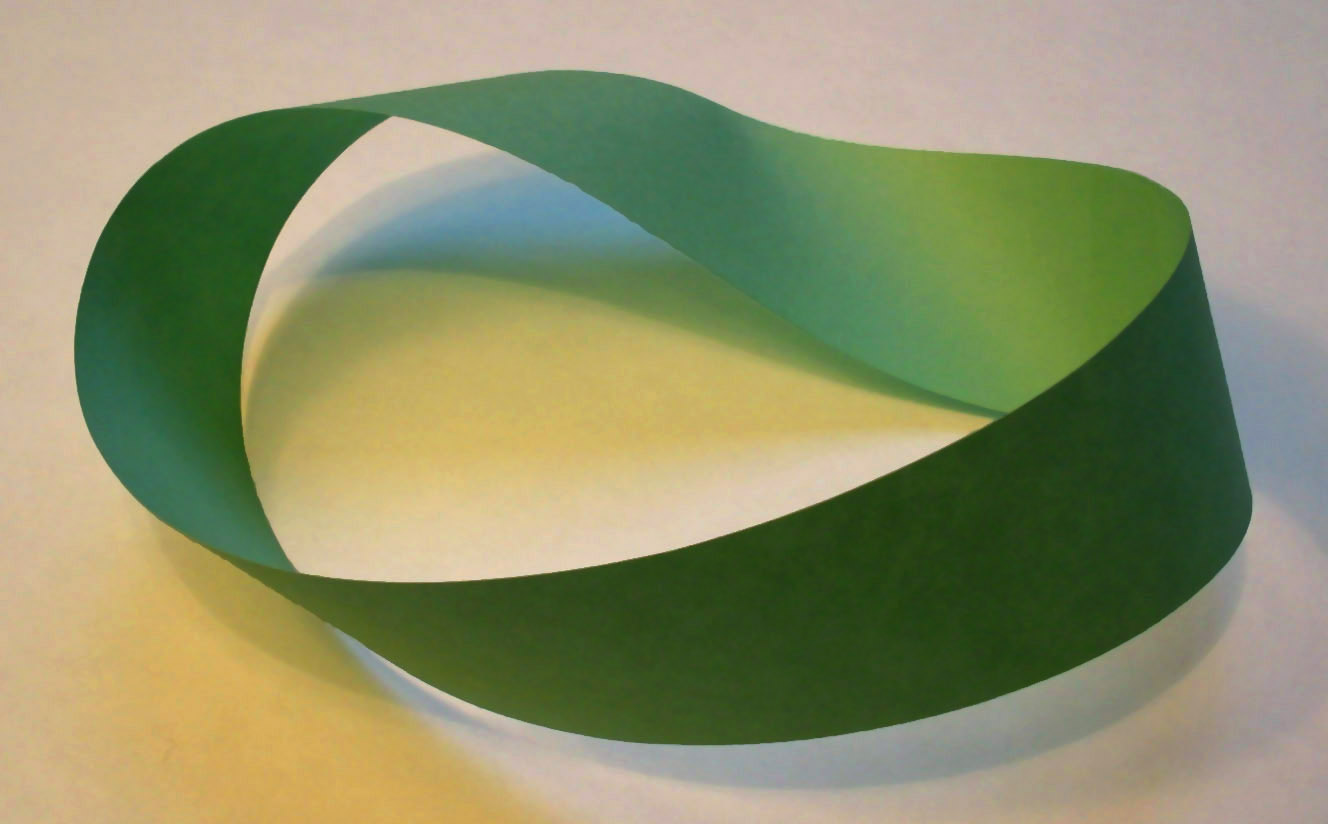
Ett möbiusband

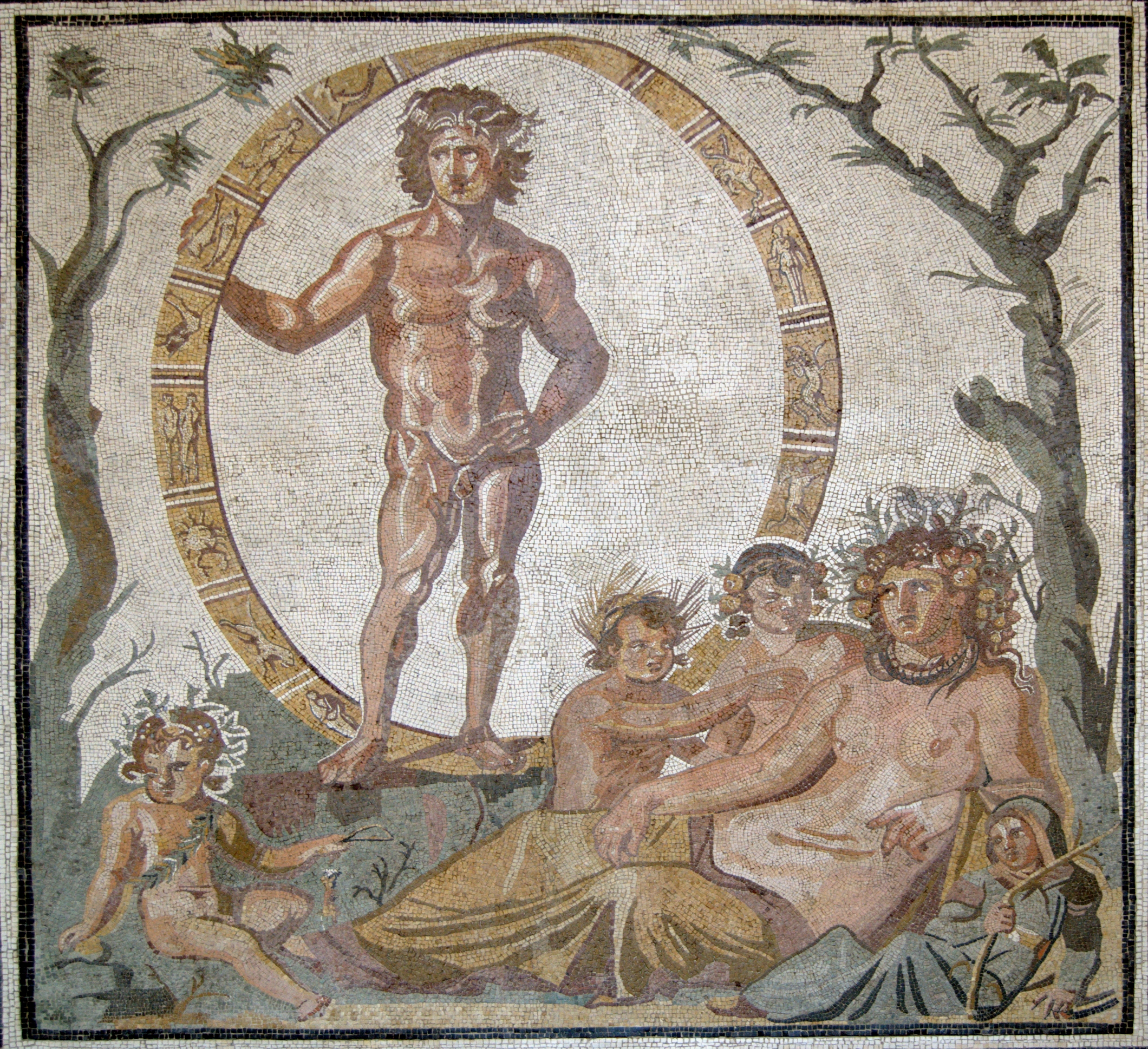
Evighetens gud, Aion, i ett möbiusband prytt med zodiaken på antik mosaik. Finns på Glyptothek i München.

Möbiusband eller Möbius band är en lång rektangulär yta som vridits ett halvt varv med ändarna ihopsatta så att det längs sin nya bana har en sida och en kantlinje. Se även oändlighetstecknet.
Man kan tillverka ett Möbiusband genom att ta en rektangulär pappersremsa, vrida sidan ett halvt varv och klistra ihop ändarna. Tänker man nu att någon, säg en myra, kryper längs remsan, kommer den när den krupit ett varv att vara på andra sidan bandet. Utifrån denna synvinkel har då Möbiusbandet en enda sida, som dock utgör bandets dubbla längd. Om man klipper itu bandet längs den väg "myran" tog, kommer man fortfarande att ha ett enda band men med dubbelt så stor omkrets som det ursprungliga. Klyver man även detta band på samma sätt får man två band som hänger ihop som en kedja. Dessa två nya band är dock inte Möbiusband då de helt har förlorat de egenskaper som ett sådant ska ha. Värt att notera är att om man skulle vrida den rektangulära ytan mer än ett halvt varv så får man inte heller ett Möbiusband. Vrider man den hela varv får man en tvåsidig konstruktion, men om man vrider den ett udda antal gånger så blir resultatet visserligen att konstruktionen man får endast har en sida men det är ändå inte ett Möbiusband. 
Benämningen kommer från matematikern och astronomen August Ferdinand Möbius. Han beskrev den ungefär samtidigt som en annan matematiker, Johann Benedict Listing, år 1858, men de gjorde det oberoende av varandra.
Möbiusbandet användes dock som evighetssymbol redan under antiken (se bild). Det är exempel på en icke-orienterbar yta. 

## Historia

### Hur Möbius upptäckte sitt band
Möbius upptäckte sitt band när han studerade Eulers tal och hur detta påverkas av olika sorters ytor. Som en del i sina studier undersökte han vilka olika sorters ytor som existerade och upptäckte då att det finns ytor som endast har en sida, samt endast en kant. Detta kan låta som en ganska trivial upptäckt, men för matematiker var det en revolutionerande insikt. Detta på grund av att nästan alla ytor har minst två sidor. Om vi till exempel tar ett pappersark och frågar oss hur många sidor det har skulle kanske några svara en, men det är fel. Pappersarket har två sidor, en ovansida och en undersida.
Möbius upptäckte att genom att vrida en rektangulär yta ett halvt varv och sedan sätta ihop ändarna i ett försök att skapa en cylinder skapade man en yta med endast en sida och en kant. Denna konstruktion fick namnet Möbiusband.

### Möbius eller Listing?
Möbius publicerade sina upptäckter år 1865, medan Listing som också är en av upptäckarna till Möbiusbandet publicerade sina år 1861. Detta leder till frågan om Möbiusband inte egentligen skulle heta Listings band. Även i de båda upptäckarnas opublicerade anteckningar från 1858 då de båda för första gången nämner Möbiusbandet var Listings först med att nämna det. Det kan då verka lite konstigt att det fick sitt namn efter sin andra upptäckare. 
Det är också väldigt intressant att både Listing och Möbius kom fram till samma sak nästan samtidigt. Detta trots att det inte finns något som visar på att de skulle ha haft kontakt med varandra.
Dessutom kan man ifrågasätta om de verkligen upptäckte Möbiusbandet eller om de återupptäckte det. Om det användes som en evighetssymbol under Antiken vore det kanske mer rätt att säga att de upptäckte de matematiska egenskaperna för ett Möbiusband.

## Möbiusbandet

### Egenskaper
Det mest uppenbara (och viktigaste) egenskaperna för ett möbiusband är, som sagts tidigare, att det endast har en sida. Denna egenskap ändras inte oavsett vad man gör med bandet. Ur topologisk synpunkt kan man ändra alla andra egenskaper hos bandet, men det faktum att det bara har en sida kommer att vara ett oförändrat faktum. Detta kan verka obetydligt men för en topolog är detta en väldigt viktig egenskap.
En annan viktig egenskap som är svårare att förstå innebörden av är att möbiusbandet är en icke-orienterbar yta, vilket helt enkelt betyder att den saknar asymptot i alla punkter. Faktum är de upptäckter som Möbius kom fram till då han studerade Möbiusbandet som gäller just icke-orienterbara ytor används än idag som en definition av dessa ytor.
Det är värt att nämna är att både Möbiusbandet och den liknande Kleinflaskan är tvådimensionella.

Symbolen för återvinning är ett trippel-möbiusband.

### Möbiusbandet idag
Som tidigare nämnts var Möbiusbandet en symbol för evigheten under Antiken, men även nuförtiden har många använt det för detta ändamål. Speciellt i science fiction-litteratur har den ibland kommit att användas som en beskrivning av ett möjligt universum. Detta är inte konstigt då skulle myran som också har nämnts tidigare skulle kunna gå hur långt som helst på bandet. Det finns ju inget egentligt slut på det, på så vis kan man enkelt dra en parallell till evigheten, och då är det nära till hands att se det som en avbildning av ett evigt universum.
Möbiusbandet har även blivit uppmärksammat inom konsten. Bland exemplen finns en skulptur av Max Bill, ett frimärke från Brasilien samt många olika omslag till musikskivor.
Drivremmar mellan ångmaskiner och de maskiner dessa drev, t.ex. svarvar, tröskverk m.m. var ofta monterade som möbiusband, d.v.s vridna ett halvt varv, för att öka livslängden på remmen genom att slitaget halverades.